# Balat (Hims)
Balat (arab. بلاط) – wieś w Syrii, w muhafazie Hims. W 2004 roku liczyła 574 mieszkańców.